# Martin Schipani
Martin Schipani (* 1693 auf Hof Lüxen bei Hohenleipa, Böhmen; † 13. Oktober 1759 in Würzburg) war ein deutscher Uhrmachermeister.
Martin Schipani wurde im Jahre 1693 auf Hof Lüxen bei Hohenleipa in Böhmen geboren, wo sein Vater Simon Schipani Verwalter war. Er absolvierte eine Lehre als Großuhrmacher und verbrachte danach 17 Jahre auf Wanderschaft, zuletzt bei dem Würzburger Kleinuhrmacher Johann Henner.
Am 23. Februar 1727 heiratete er Regina Theresia Hirzel, die Tochter des Würzburger Schmiedemeisters Philipp Hirzel. Seine Aufnahme als Meister in die Zunft erfolgte am 3. November 1727. In der Folge wurde er Würzburger Hofuhrmacher und gehörte mit den Großuhrmachern Johann Joseph Langschwert und Andreas Steib zu den bedeutenden Uhrmachern am Würzburger Hof.
Aus der Werkstatt von Martin Schipani sind vor allem Tischuhren (synonym Stockuhren) erhalten. Einige davon finden sich zum Beispiel in der Sammlung des Museums für Franken in der Festung Marienberg in Würzburg.
Martin Schipani starb am 13. Oktober 1759 in Würzburg und wurde auf dem Friedhof des dortigen Franziskanerklosters beigesetzt. Die Werkstatt wurde nach seinem Tod von seiner Witwe noch drei Jahre weitergeführt und dann an seinen Gesellen Johann Heinrich Käsmann übergeben.